# Campionati europei di ciclismo su pista 2025 - Corsa a eliminazione maschile
La gara della eliminazione maschile ai Campionati europei di ciclismo su pista 2025 si svolse il 12 febbraio 2025 presso il Omnisport Heusden-Zolder di Heusden-Zolder, in Belgio.

## Risultati
L'ultimo ad ogni giro viene eliminato.
| Pos | Nome                | Nazione     |
| --- | ------------------- | ----------- |
| 1   | Tim Torn Teutenberg | Germania    |
| 2   | Rui Oliveira        | Portogallo  |
| 3   | Jules Hesters       | Belgio      |
| 4   | Noah Wulff          | Danimarca   |
| 5   | Tim Wafler          | Austria     |
| 6   | Yoeri Havik         | Paesi Bassi |
| 7   | Mario Anguela       | Spagna      |
| 8   | William Perrett     | Regno Unito |
| 9   | Emmanuel Houcou     | Francia     |
| 10  | Ramazan Yılmaz      | Turchia     |
| 11  | Grigorii Skorniakov | Turchia 2   |
| 12  | Pavol Rovder        | Slovacchia  |
| 13  | Milan Kadlec        | Rep. Ceca   |
| 14  | Adam Woźniak        | Polonia     |
| 15  | Elia Viviani        | Italia      |
| 16  | Amit Keinan         | Israele     |
| 17  | Nikolas Klimavičius | Lituania    |
| 18  | Luca Bühlmann       | Svizzera    |
| 19  | Vitālijs Korņilovs  | Lettonia    |
| 20  | Matvey Ushakov      | Ucraina     |
| 21  | Hugo Porath         | Svezia      |
| 22  | Vid Murn            | Slovenia    |